# Sigmund Stark
Sigmund Stark (11. května 1863, Police – 24. května 1943, Terezín, jinak též Zikmund Stark) byl český podnikatel.

## Biografie
Sigmund Stark se narodil v roce 1863 v Polici u Jemnice v dnešním okrese Třebíč, přestěhoval se do Brna, kde se začal věnovat podnikání v papírnictví, v roce 1922 založil spolu s Aloisem Friedem živnost pro vazbu knih. V roce 1924 se však osamostatnil a Sigmund Stark se stal jediným jednatelem společnosti a dílnu přesunul do Rybářské ulice ve Starém Brně. Rozšířil tak i výrobu a začal vyrábět knihařský, papírnický a kartonážní materiál. V roce 1929 však ukončil podnikání a nechal úředně zrušit společnost. V roce 1942 byl deportován do Terezína, kde o rok později zemřel.